# 김포대명초등학교
김포대명초등학교는 대한민국 경기도 김포시에 있는 공립 초등학교이다.

## 학교 연혁
- 1963. 12. 20. 대곶국민학교 대명분교 설립 인가
- 1964. 10. 22. 대곶초등학교 대명 분교 개교(4학급)
- 1965. 10. 26. 대명국민학교 승격 인가
- 1966. 03. 01. 대명국민학교 개교(6학급 편성)(남163, 여143, 계306명)
- 1966. 03. 01. 초대 허정 교장 부임
- 1966. 03. 08. 대명국민학교 개교기념식
- 1967. 02. 15. 제1회 졸업장 수여식(남 23명, 여22명, 계45명)
- 1971. 03. 05. 석정초등학교 학구 신안1리 본교 학구로 전환
- 1981. 03. 05. 대명국민학교 병설유치원 개원
- 1996. 03. 01. 김포대명초등학교로 개명
- 2006. 10. 17. 통학버스 운행 개시
- 2009. 07. 13. 교기 개정, 교모 제정
- 2009. 09. 05. 1, 2층 화장실 리모델링
- 2009. 05. 23. 디자인 펜스(울타리) 설치
- 2009. 12. 02. 유치원 창고문 및 복도 온돌 바닥 설치, 출입구 외벽 도색
- 2010. 04. 29. 공기살균기 및 정화기 18대 설치
- 2010. 09. 01. 유치원 지붕 넥산 공사
- 2011. 04. 06. 스쿨버스 구입
- 2011. 09. 30. 급수시설 개설공사
- 2011. 12. 31. 2011 학교평가 우수교 표창
- 2012. 09. 01. 제17대 임종원 교장 취임
- 2013. 02. 15. 제47회 졸업장 수여식(남 5명, 여 7명, 계 12명)
- 2013. 03. 01. 초등학교 6학급 편성(남 36명, 여 27명, 계 63명)
- 2013. 03. 01. 병설유치원 1학급 편성(남 9명, 여 7명, 계 16명)
- 2013. 03. 01. 경기도교육청지정 초등 오후 돌봄교실 운영교
- 2013. 03. 01. 경기도교육청지정 초등 저녁 돌봄교실 운영교
- 2013. 03. 01. 경기도교육청지정 농촌체험학습장 운영교
- 2013. 12. 05. 2013학년도 학생수련활동 우수교 교육감 표창
- 2013. 12. 13. 校舍 현관 출입구 바닥 공사
- 2014. 02. 13. 제48회 졸업장 수여식(남 6명, 여 5명, 계 11명)
- 2014. 03. 01. 경기도교육청 지정 초등 오후 돌봄교실 운영교(2개반)
- 2014. 03. 01. 초등학교 6학급 편성(남 34명, 여 26명, 계 60명)
- 2014. 03. 01. 병설유치원 1학급 편성(남 8명, 여 3명, 계 11명)
- 2014. 09. 01. 제18대 최재운 교장 부임

## 참고 자료
- 김포대명초등학교 - 한국교육학술정보원 학교알리미